# Schizonycha meinhardti
Schizonycha meinhardti är en skalbaggsart som beskrevs av Brenske 1898. Schizonycha meinhardti ingår i släktet Schizonycha och familjen Melolonthidae. Inga underarter finns listade i Catalogue of Life.